# Onofre Lovero
Julio César Onofre Lovero, né à Buenos Aires, le 14 mars 1925 et mort le 1er décembre 2012, est un acteur et  metteur en scène argentin.

## Filmographie
- Casanegra (2000)
- El juguete rabioso (1998)
- La revelación (1996)
- El olvido (1995)
- Extermineitors II: La venganza del dragón (1990)
- Los matamonstruos en la mansion del terror (1987)-Asistente del profesor
- Las esclavas (1987)-Don Donato
- Chau, papá (1987)
- Vivir a los 17 (1986)
- La cruz invertida (1985)
- Adiós, Roberto (1985)
- Frutilla (1980)-Hipólito Yrigoyen
- El soltero (1977)
- La vuelta de Martín Fierro (1974)
- La flor de la mafia (1974)-André
- Los golpes bajos (1974)
- Informes y testimonios (1973-Él mismo.
- Juan Manuel de Rosas (1972)
- La gran ruta (1971) - Sargento
- Los herederos (1970)
- Estirpe de raza (1970)
- La buena vida (1966)
- Rosaura a las diez (1958)
- La casa del ángel (1957)
- El inspector Stugart dans Captura recomendada (1950)